# Diego Lorenzini
Diego Lorenzini (Talca, 26 de junio de 1984) es un cantautor, músico, productor musical e ilustrador chileno. Es vocalista y guitarrista en las bandas VariosArtistas y Tus Amigos Nuevos, además de tener una carrera como solista.

## Carrera artística

### Artista visual
Estudió licenciatura en artes visuales por la Pontificia Universidad Católica de Chile y tras terminar sus estudios realizó una pasantía para artistas emergente en Buenos Aires, dirigida por Patricia Hakim y Valeria González. Posteriormente trabajó durante un año con el artista visual Eugenio Dittborn. Vivió dos años en Alemania, donde trabajó en galerías de arte y museos. A su regreso a Chile realizó un magíster en artes visuales en la Universidad de Chile.
Ha trabajado como ilustrador de afiches y portadas de discos de sus propios proyectos musicales y de otros artistas, como la del álbum Folclor imaginario de Gepe. También fue director de arte en el cortometraje Algo me recuerda a ti (2010).

### Músico
En 2006 creó el proyecto musical VariosArtistas, conformado también por Christian Godoy, Roy MacDonald y Tomás Gubbins, con quienes fundó el sello Uva Robot. En 2011 conformó el grupo Tus Amigos Nuevos, con la cual publicó los álbumes No sí son (2013), Triunfo moral (2015) y Persisten (2019). En ambas bandas Lorenzini es vocalista y guitarrista.
Asimismo ha desarrollado una carrera solista, lanzando los álbumes Trenzas ad honorem (2013), Pino (2016) y De algo hay que morir (2019), donde aparece la canción «Me voy a Valparaíso», con la participación del músico noruego Erlend Øye, con quien ya había tenido una gira por Europa como parte del colectivo de músicos La Comitiva. Además ha creado la música de los cortometrajes El día del estreno de Gilda (2015), Ejercicios de montaje (2016) y Extrañas criaturas (2019).
En 2020 ganó tres Premios Pulsar, en las categorías «Mejor Cantautor» por De algo hay que morir, «Mejor Arte de un Disco» por la portada de dicho álbum, y «Mejor Artista Rock» por su banda Tus Amigos Nuevos.
En 2023 compuso el tema «Entrada Liberada »para el programa de televisión homónimo de NTV.

## Estilo
Lorenzini es reconocido por su estilo musical experimental y su enfoque poético en sus composiciones. Su música abarca una amplia gama de géneros, fusionando elementos de pop, folk y electrónica para crear un sonido distintivo y original. A lo largo de su carrera, ha demostrado una versatilidad notable en su estilo musical.[cita requerida]

## Discografía

### Solista

#### Álbumes de estudio
- Trenzas ad honorem (2013)
- Pino (2016)
- De algo hay que morir (2019)
- Palabritas y Palabrotas (2022)

#### EPs
- Tres Retratos Hasta el Minuto (2011)

#### Lanzamientos en vivo
- Diego Lorenzini en Circuito Nacional (2021)
- Sesiones 050: Diego Lorenzini y la Matiné Uva Robot (2022)

#### Singles
| Año  | Canción                                | Álbum                   | Notas |
| ---- | -------------------------------------- | ----------------------- | --- |
| 2015 | Motor Psico                            |                         | Cover de la canción Motor psico (1986) de Patricio Rey y sus Redonditos de Ricota, con citas finales de las canciones Candy (2014) de Plan B y EnglishMan In New York (1988) de Sting. |
| 2016 | Tiempos Mozos                          |                         | Para la miniserie Tiempos Mozos (2016). |
| 2018 | Serotonina                             |                         | Junto con Simón Campusano. |
| 2018 | Viva Chillán, una Crueldad Innecesaria | De algo hay que morir   | |
| 2019 | Billete de Luca                        | De algo hay que morir   | |
| 2019 | Si Po'                                 | De algo hay que morir   | |
| 2019 | Pony                                   | De algo hay que morir   | |
| 2019 | Me Voy a Valparaíso                    | De algo hay que morir   | Junto con Erlend Øye. |
| 2019 | Sexo Amateur (Remix)                   |                         | Junto con Yaima Cat. Remezcla de la canción Sexo Amateur del álbum Pino (2016). |
| 2020 | Romance del Enamorado y la Muerte      | Palabritas y Palabrotas | Reinterpretación del poema El Enamorado y la Muerte de Juan de Encina (siglo XV). |
| 2020 | Nada en Contra del K-pop               | Palabritas y Palabrotas | |
| 2020 | Maite                                  | Palabritas y Palabrotas | |
| 2020 | Mátame Please, Carita Feliz            | Palabritas y Palabrotas | |
| 2020 | All-Time Favourite                     | Palabritas y Palabrotas | Junto con Stefano Ortisi. |
| 2021 | El Demonio del Mediodía                | Palabritas y Palabrotas | Junto con Niña Tormenta. |
| 2021 | Pelado el Chancho                      | Palabritas y Palabrotas | |
| 2021 | Cualquier Cosa                         | Palabritas y Palabrotas | |
| 2022 | Como un Guiri en Barcelona             | Palabritas y Palabrotas | |
| 2022 | Fachada Continua                       | Palabritas y Palabrotas | Junto con Alba Morena. |
| 2022 | Chiquero                               | Palabritas y Palabrotas | |
| 2023 | Pelusita al ojo                        |                         | Junto con Art+Z y Chini.png. |
| 2024 | Entrada Liberada                       |                         | Para la serie documental chilena de NTV, Entrada Liberada (2023). |
| 2025 | Es Broma, En Serio                     |                         | Junto con Rosario Alfonso. |
| 2025 | Estoy Loco y no es por Ti              |                         | Junto con Simón Campusano. |
| 2025 | Musculosos y Ricas                     |                         | Junto con Chini.png. |

#### Colaboraciones
| Año  | Canción                      | Artista                   | Álbum/EP               | Notas                                                        |
| ---- | ---------------------------- | ------------------------- | ---------------------- | ------------------------------------------------------------ |
| 2017 | Va a Llover Hasta el Domingo | Niña Tormenta             |                        |                                                              |
| 2018 | Niña Glaciar                 | Chini and The Technicians | Arriba Es Abajo        |                                                              |
| 2018 | De Haber Sabido              | Rosario Alfonso           | Lo Primero             |                                                              |
| 2019 | Brillo                       | Simón Campusano           | Brillo                 |                                                              |
| 2020 | Mortal Combat                | Frucola Frappé            | Lo Peor del Siglo      | Junto con Simón Campusano.                                   |
| 2020 | Jugar Con los Amigos         | Mora Lucay                | Bestia                 |                                                              |
| 2021 | Carita de Gato               | Angelo Pierattini         | Soy un Aprendiz        | Cover de la canción Carita de Gato (1999) de Jorge González. |
| 2022 | Luna en acuario              | Nosé Nomás                | Playa 312              |                                                              |
| 2023 | La Puerta                    | Antonio Duarte            | Pasto Recién Cortado   |                                                              |
| 2023 | Como una Fogata              | Josemaría Moure           | Desarraigo             | Junto con Javiera Paredes.                                   |
| 2023 | Tu cabecita y la mía         | Niña Tormenta             | Las Cosas Lento        |                                                              |
| 2023 | Tur Blues                    | pau                       | volumen dos            |                                                              |
| 2023 | Me Estoy Muriendo de Pena 1  | Los Fjuith!               | El Error               | Junto con Niña Tormenta.                                     |
| 2024 | Lo Perfecto                  | Idea Blanco               | Idea Blanco            |                                                              |
| 2024 | Infeliz                      | Números Primos            | Demasiados selfies     |                                                              |
| 2024 | Lo que necesito              | Seba Alfaro               | Desde mi Ataúd         |                                                              |
| 2024 | Comida China                 | Yorka                     | Kumbita                |                                                              |
| 2025 | Paciencia                    | Luistofoles               |                        |                                                              |
| 2025 | Soltar                       | Bronko Yotte              | Profe (versión Deluxe) |                                                              |

### ConTus Amigos Nuevos

#### Álbumes de estudio
- No sí son (2013)
- Triunfo moral (2015)
- Persisten (2019)

#### EPs
- Folclor de Medianoche (Vol. I) (2015)

### ConVariosArtistas

#### Álbumes de estudio
- Los Mata Bien Muertos (2012)
- Gol o Penal (2014)

#### EPs
- Marta Urra Pinto (2010)
- Abandonan Europa (2011)

## Filmografía

### Cine
| Año  | Título                      | Rol                                | Notas                   | Ref.   |
| ---- | --------------------------- | ---------------------------------- | ----------------------- | ------ |
| 2010 | Algo me recuerda a ti       | Director de arte                   | Cortometraje de ficción | [ 17 ] |
| 2012 | Educación física            | Compositor                         | Largometraje de ficción | [ 18 ] |
| 2015 | El día del estreno de Gilda | Compositor                         | Cortometraje de ficción | [ 19 ] |
| 2016 | Ejercicios de montaje       | Compositor                         | Cortometraje documental | [ 20 ] |
| 2019 | Extrañas criaturas          | Diseñador de sonido y compositor   | Cortometraje animado    | [ 21 ] |
| 2020 | Rubíes antigüos             | Actor (como Cristian) y compositor | Cortometraje de ficción | [ 22 ] |

### Televisión
| Año  | Título           | Rol        | Notas            | Ref.   |
| ---- | ---------------- | ---------- | ---------------- | ------ |
| 2023 | Entrada Liberada | Compositor | Serie documental | [ 11 ] |

### Serie-web
| Año     | Título        | Rol        | Notas              | Ref.   |
| ------- | ------------- | ---------- | ------------------ | ------ |
| 2016-18 | Tiempos Mozos | Compositor | Capítulos 1, 2 y 3 | [ 15 ] |

## Premios y nominaciones

### Premios Pulsar
| Año  | Categoría                | Trabajo nominado           | Resultado | Ref.   |
| ---- | ------------------------ | -------------------------- | --------- | ------ |
| 2017 | Mejor arte para un disco | Pino                       | Nominado  | [ 23 ] |
| 2020 | Artista del año          | De algo hay que morir      | Nominado  | [ 24 ] |
| 2020 | Mejor cantautor          | De algo hay que morir      | Ganador   | [ 25 ] |
| 2020 | Mejor arte para un disco | De algo hay que morir      | Ganador   | [ 26 ] |
| 2023 | Artista del público      | Diego Lorenzini            | Nominado  | [ 27 ] |
| 2023 | Mejor cantautor          | Palabritas y Palabrotas    | Nominado  | [ 28 ] |
| 2023 | Mejor videoclip          | Como un Guiri en Barcelona | Nominado  | [ 29 ] |